# Acanthosphinx guessfeldti
Acanthosphinx là một chi bướm đêm thuộc họ Sphingidae, gồm một loài Acanthosphinx guessfeldti. Nó được tìm thấy ở các khu rừng từ Sierra Leone tới Congo, Angola, Zambia, Malawi, Tanzania và Uganda.
Chiều dài cánh trước là 57–70 mm.